# Vescomtat de Fenollet

Escut d'armes

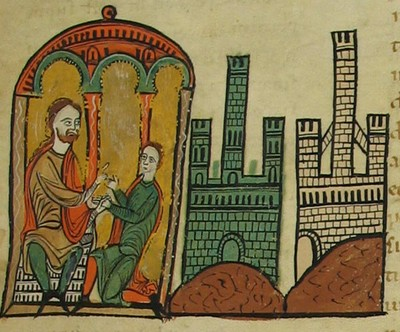
Bernat Tallaferro de Besalú amb el seu fill Guillem l'any 1030.

El vescomtat de Fenollet fou una jurisdicció feudal a la Fenolleda amb centre al castell de Fenollet. El seu llinatge foren els Fenollet. Va ser creat cap al 991 al repartir-se els dominis d'Oliba Cabreta entre les cases comtals de Cerdanya i Besalú. El comte Bernat Tallaferro posseïa extensos dominis al nord i sud dels Pirineus del Perapertusès al Besalú passant pel Vallespir, Fenolleda i l'alt Rosselló. El vescomtat va ser donat a un llinatge arrelat de temps a la regió dels Aspres, entorn del castell de Camelles o Cameles, al llindar del Vallespir amb la Fenolleda. Ansemund, el primer senyor de Cameles fou probablement ja vescomte de Vallespir; estava casat amb Quixol que segurament era neta del comte Delà d'Empúries. Va tenir tres fills, Udalgar, arxipreste d'Elna (mort el 1030), Guillem, vescomte de Vallespir i després titulat Vescomte de Castellnou, tronc dels vescomtes de Castellnou, i Pere mort el 1017, vescomte de Fenollet abans de l'any 1000. El seu fill Udalgar I es va casar amb Guisla i va morir més tard del 1070; el va succeir el seu fill Pere II, casat amb Bel·lisenda, que va morir més tard del 1079, i va deixar un fill: Arnau Guillem I que fou vescomte després del 1079 i va estar enfrontat a la casa comtal de Besalú, senyors feudals de Fenollet. El 1086 el comte Bernat II de Besalú va donar el castell de Fenollet a Bernat Torró senyor de Maurí, i poc després la resta del vescomtat la va donar a un senyor anomenat Guillem Bernat, fill d'Arsenda, del qual no se sap l'origen, però es pensa que podria ser del llinatge dels Montesquiu. Sembla que també li va donar el vescomtat de Castellnou en aquell moment governat per Guillem III com a regent del seu nebot. Però també sembla que no va durar perquè en tot cas el 1091 el vescomtat de Castellnou va passar a l'hereu i el de Fenollet apareix per la mateixa època o poc després en mans d'Arnau Guillem II, fill d'Arnau Guillem I, que va morir el 1102 sense successió de la seva muller Mafalda, i després el seu germà Guillem Pere I, casat amb Matella, que va morir el 1119. El seu fill Udalgar II fou vescomte del 1119 al 1164 i va cedir Centernac i altres llocs a l'orde del Temple. De la seva primera muller, Novícia, va tenir almenys sis fills: Pere II (vescomte cap al 1164-1165), Girbert (monjo mort el 1143), Alda, Arnau I (vescomte 1165-1173), Brunissenda, i una filla de nom no conegut casada amb Berenguer II de Perapertusa, senyor de Perapertusa, Montalbà, Querbús i Trinyac; dues filles més (Deuda i Alamanda) no se sap de quina muller eren, però podrien haver estat de la segona Ava. Arnau I es va casar amb Ermengarda però no va tenir fills, només una filla pòstuma de nom Ava, com l'àvia, que es va casar amb Pere de Saissac senyor de Saissac, que fou vescomte amb el nom de Pere IV de Fenollet. Va morir el 1209 i el va succeir el seu fill Pere V de Fenollet i Saissac, casat amb Ermessenda i en segones noces amb Geralda de Calders. El 1229 va ser desposseït i el 1243, ja mort, fou declarat heretge. El seu fill Hug es titulava encara el 1258 vescomte de Fenollet. El germà d'Hug, Pere fou comendador de Sant Joan a diversos llocs: una germana Ava, es va casar amb Jaspert IV, vescomte de Castellnou, però fou repudiada i es va retirar a Illa, on també es va retirar Beatriu d'Urtx (morta el 1299), vídua d'Hug, el 1267. Beatriu i Hug van tenir 3 fills: Blanca (morta el 1304) casada amb Dalmau, vescomte de Rocabertí; Bertran, mort després del 1334; i l'hereu Pere VI, casat amb Esclarmonda de Canet, que el 1314 va rebre del rei Sanç I de Mallorca el nomenament de vescomte d'Illa. Vegeu Vescomtat d'Illa.

## Llista de vescomtes de Fenollet
- Pere I 999-1017
- Udalgar I 1017-1070
- Pere II 1070-1079
- Arnau Guillem I 1079-1086
- Guillem Bernat 1086-1095
- Arnau Guillem II 1095-1102
- Guillem Pere I 1102-1119
- Udalgar II 1119-1164
- Pere III 1164-1165
- Arnau I 1165-1173
- Ava (filla) 1173-després de 1229
- Pere IV de Saissac 1173-1209 (consort)
- Pere V 1209-1229 (pretenent 1229-1243)
- Hug I 1243-1264 (pretenent)
- Pere VI 1264-1314 (pretendent)
- Pere és nomenat vescomte d'Illa el 1314.